# 폴 그라이스
허버트 폴 그라이스(Herbert Paul Grice, 1913년 3월 13일 ~ 1988년 8월 28일)는 영국 및 미국의 언어철학자이다.
영국 버밍엄 출신으로 클리프톤 칼리지 및 옥스퍼드 대학교의 코퍼스 크리스티 칼리지에서 수학하였다. 로살에서 교편을 잡다가 1967년까지 옥스퍼드에서 교편을 잡았다. 이후에 미국으로 건너가 캘리포니아 대학교 버클리에서 1988년에 사망할 때까지 교수생활을 하였다.

## 의미연구
그라이스의 연구는 현대 화용론연구의 토대 중 하나였다.
그라이스는 화자 의미, 언어학적 의미, 그리고 두가지 현상의 상호관계에 대한 연구에 공헌한 것으로 많이 기억되고 있다. 그는 화자의미에 의한 언어학적 의미의 관념적 분석을 제공하고 개발했다.

## 대화격률
그라이스의 대화격률은 다음과 같은 네 가지가 있다.
- 1. 질의 격률(Maxim of Quality) : 진실

- 2. 양의 격률(Maxim of Quantity) : 정보
  - 하루에 가게 매출이 얼마나 되나요?
  - 좀 됩니다.
    - 여기서 답변은 구체적인 정보를 제공하기를 원하지 않는다는 것을 함축한다.[2]

- 3. 관계의 격률(Maxim of Relation) : 타당성

- 4. 방법의 격률(Maxim of Manner) : 명쾌함

## 자연적의미 대 비자연적의미
1957년 저술 <Meaning>에서 폴 그라이스(H. P. Grice)는 '그 반점은 홍역을 의미한다(했다).'(Those spots mean (meant) measles.)라는 예를 사용하여 '자연적 의미'(natural meaning)를 설명했다. 그리고 이어서 '존(John)은 그가 늦을 것임을 의미한다.'(John means that he'll be late) 또는 '슈네(Schnee)가 눈(snow)을 의미한다'('Schnee' means 'snow')의 예를 사용하여 '비자연적인 의미'(non-natural meaning)를 설명했다.
폴 그라이스(H. P. Grice)는 '의미하다'(mean)라는 동사의 두 가지 사용을 정의하지 않으며 이러한 표현에서 사용되는 아이디어를 분리하는 명시적인 이론을 제공하지 않는다. 대신, 그는 우리가 (적어도) 두 가지 다른 방식으로 단어를 사용한다는 것을 보여주기 위해 일상 언어(ordinary language) 사용의 5 가지 차이점에 의존한다는 것이다.

## 더 읽어보기
- Siobhan Chapman, Paul Grice: Philosopher and Linguist, Houndmills: Palgrave Macmillan, 2005. ISBN 1-4039-0297-6.